# Joanna Johnston
Joanna Johnston é uma figurinista britânica. Tornou-se conhecida por suas colaborações em filmes de Steven Spielberg e Robert Zemeckis.

## Filmografia
- Out of Africa (1985)
- Who Framed Roger Rabbit (1988)
- Indiana Jones and the Last Crusade (1989)
- Back to the Future Part II (1989)
- Back to the Future Part III (1990)
- Forrest Gump (1994)
- Saving Private Ryan (1998)
- The Sixth Sense (1999)
- Love Actually (2003)
- The Boat That Rocked (2009)
- The Man from U.N.C.L.E. (2015)
- The BFG (2016)
- Allied (2016)